# Patelloa nigripalpis
Patelloa nigripalpis là một loài ruồi trong họ Tachinidae.